# المجلس الوطني لمسلمي كندا
المجلس الوطني لمسلمي كندا (بالإنجليزية: National Council of Canadian Muslims)‏ وتختصر إلى (NCCM) هي منظمة إسلامية كندية للحريات المدنية والدعوة. عرف سابقاً باسم المجلس الكندي للعلاقات الأمريكية الإسلامية (بالإنجليزية: Canadian Council on American-Islamic Relations)‏.
المجلس الوطني لمسلمي كندا نشط في مجال حقوق الإنسان والحريات المدنية والعلاقات الإعلامية والمناصرة العامة. يعلق المجلس الوطني لمسلمي كندا على القضايا الحالية، ويقدم خدمات مكافحة التمييز، ويصدر العديد من المنشورات ويساهم بمقالات رأي متكررة في الصحف الكندية.
في عام 2014، رفع المجلس الوطني لمسلمي كندا دعوى قضائية ضد رئيس الوزراء الكندي السابق ستيفن هاربر والمتحدث باسمه جيسون ماكدونالد بتهمة التشهير بزعم أن المنظمة لديها «علاقات موثقة» مع حماس، التي تصنف على أنها جماعة إرهابية في كندا. في فبراير 2015، تم استجواب جيسون ماكدونالد تحت القسم في قضية التشهير وادعى ستيفن هاربر امتياز برلماني لتجنب الشهادة. في نفس الشهر، استقال ماكدونالد من منصب مدير اتصالات رئيس الوزراء. في مارس 2017، في تسوية معلنة لقضية التشهير، اعترف جايسون ماكدونالد بأن تصريحاته بشأن المجلس الوطني لمسلمي كندا غير دقيقة. كما أصدرت الحكومة الكندية بيانًا «تتنصل فيه من اقتراح ماكدونالد بأن المجلس له علاقات إرهابية».
وفقًا لتعداد عام 2001، كان هناك 579640 مسلمًا في كندا، أي أقل بقليل من 2% من السكان. في عام 2006، قدر عدد السكان المسلمين الكنديين بـ 783.700 أو حوالي 2.5 %.